# 살인마
"살인마"(A Devilish Homicide)는 한국에서 제작된 이용민 감독의 1965년 공포, 범죄 영화이다. 이예춘 등이 주연으로 출연하였고 홍성칠 등이 제작에 참여하였다.

## 출연

### 주연
- 이예춘
- 도금봉
- 이빈화

## 기타
- 조명: 방기찬
- 미술: 홍성칠